# البرتو گیبلینی
البرتو گیبلینی (انگلیسی: Alberto Ghibellini؛ زادهٔ ۱۲ june ۱۹۷۳ (۵۱ سال)) ورزشکار واترپلو اهل ایتالیا است.
وی در مسابقات کشوری و بین‌المللی در مجموع برندهٔ ۱ مدال برنز شده‌است.